# Iglesia de San Francisco de Asís (Cuzco)
La iglesia de San Francisco es una iglesia franciscana levantada en la ciudad de Cusco, en el Perú. Fue construida la parte sur del Huacaypata que en aquellos momentos se extendía hasta lo que es hoy la Plaza San Francisco. Está ubicada en el lado sur de la Plaza San Francisco, en el centro de la ciudad, junto con el local del Colegio Ciencias.
Desde 1972 el inmueble forma parte de la Zona Monumental del Cusco declarada como Monumento Histórico del Perú. Asimismo, en 1983 al ser parte del casco histórico de la ciudad del Cusco, forma parte de la zona central declarada por la UNESCO como Patrimonio Cultural de la Humanidad.

## Historia
La llegada de los frailes franciscanos al Cusco se dio a los pocos años de su fundación española. En 1534 se ubicaron en un terreno en el barrio de San Blas al norte de la ciudad. Ahí se levantó un pequeño templo por orden de fray Pedro Portugués. En 1538, la iglesia se trasladó a la Plaza de Armas del Cusco y se ubicó en el lado nor occidental de la misma en el antiguo palacio inca de Qasana. Finalmente en 1549 se instalaron en el terreno que aún ocupan actualmente unos 300 metros al suroeste de la Plaza de Armas. que fue dado a Hernando Pizarro cuando se entregaron los solares de la recién fundada ciudad y en donde venía funcionando el Hospital de San Lázaro.
En 1572, el Virrey Francisco de Toledo durante su visita a la ciudad del Cusco ordenó que se construyera en el terreno ocupado por los franciscos una Iglesia dedicada a San Francisco de Asís. No se sabe quién fue el arquitecto que diseñó el edificio. Tan solo se guardó en memoria el nombre de Francisco Domínguez Chávez, cusqueño que fue el albañil principal de la iglesia.
La construcción original fue destruida en 1645 para modernizarla sin embargo, el terremoto de 1650 destruyó lo avanzado. El segundo templo se terminó de construir en 1652.

## Descripción
La estructura del templo destaca por su simpleza respecto de las demás iglesias del Cusco. Tiene una sola torre de con 7 campanas entre las que se encuentra la segunda más grande de toda la ciudad. Tiene forma de cruz latina y tres naves de tipo basilical. En su interior destaca el coro alto tallado en cedro en 1652 por los frailes Luis Montes, Isidro Fernández Inca y Antonio de Paz. Ese coro contiene las imágenes de 93 santos de la Iglesia Católica.
En los sótanos de la edificación se encuentran las criptas que alojaron restos humanos por cuanto este templo también sirvió como cementerio.

## Arquitectura
Destaca en el exterior del templo el estilo románico y en su frontis el estilo plateresco.

## Convento

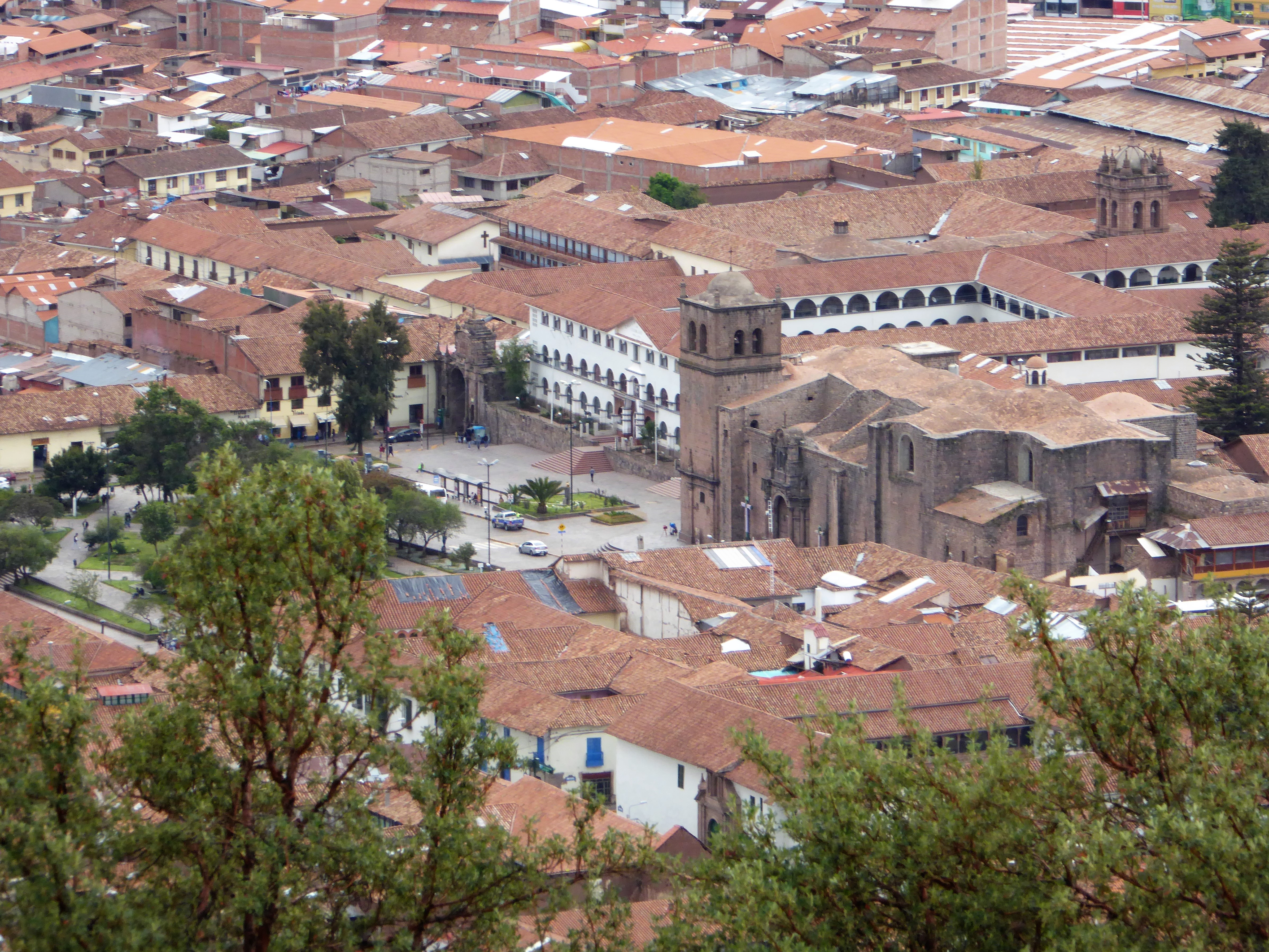
Vista de la iglesia desde el cerro Sacsayhuamán. Nótese el edificio del Colegio Ciencias y el Arco de Santa Clara atrás y el campanario del Convento de Santa Clara al extremo superior derecho.

Junto a la iglesia se encuentra el convento de la orden que originalmente constaba de 4 claustros. El primero comprende la sala capitular y la sacristía. El segundo fue utilizado - y aún se utiliza - como local del Colegio San Buenaventura (hoy Colegio San Francisco de Asís) y que brevemente alojó a mediados del siglo XIX al Colegio Educandas. El tercero corresponde al noviciado y el cuarto fue destruido tras ser cedido al gobierno peruano para alojar al Colegio Ciencias, terreno que ocupa hasta el día de hoy.
En el interior del convento se exhibe el enorme lienzo denominado "Genealogía de la orden franciscana" que mide 12 metros de altura por 9 de ancho y fue pintado por Juan Espinoza de los Monteros en 1699. La pintura muestra 12 ramas de la orden franciscana, 683 personajes, 224 escudos y 203 leyendas de biografía.

#### Libros y publicaciones
- Angles Vargas, Víctor (1983). Historia del Cusco (Cusco Colonial) Tomo II Libro Primero. Lima: Industrialgrafica S.A.

- Datos: Q65951354
- Multimedia: San Francisco Church (Cusco) / Q65951354